# Kirin Bīru

Logo

Kirin Bīru (jap. 麒麟麦酒株式会社 Kirin Bīru Kabushiki-gaisha; ang. Kirin Brewery Company, Ltd.) – jedna z największych japońskich firm piwowarskich. Członek keiretsu Mitsubishi. Firma sprzedaje na rynku japońskim dwie z najbardziej popularnych marek: Kirin Lager oraz Ichiban Shibori. Poza tym popularny jest Kirin Tanrei w kategorii happoshu (o niskiej zawartości słodu). Poza sprzedażą własnych marek, Kirin prowadzi dystrybucję piw zagranicznych na terenie Japonii m.in. Budweisera i Heinekena.

## Holdingi

### Napoje alkoholowe
- Kirin Distillery Co., Ltd. (Zmiana nazwy z Kirin-Seagram Ltd. 1 lipca 2002 roku)
- Ei Sho Gen Co., Ltd.
- Kirin Communications Stage Co., Ltd.
- Heineken Japan Co., Ltd.

### Napoje bezalkoholowe
- Kirin Beverage Co., Ltd.
- Kinki Coca-Cola Bottling Co., Ltd.

### Logistyka
- Kirin Logistics Co., Ltd.

### Engineering
- Kirin Techno-System Co., Ltd.
- Kirin Engineering Co., Ltd.

### Sieci restauracji
- Kirin Dining Co., Ltd.
- Kirin City Co., Ltd.

### Nieruchomości
- Kirin Building Management Co., Ltd.
- Kirin Hotel Development Co., Ltd.

### Inne ważne rodzaje działalności
- Kirin Echo Co., Ltd.

### Dodatki do żywności
- Kirin Well-Foods Co., Ltd.
- Takeda-Kirin Foods Corporation
- Cosmo Foods Co., Ltd.

### Agribio
- Kirin Green & Flower Co., Ltd.
- Flower Gate, Inc.
- Flower Season Co., Ltd.
- Verdy Co., Ltd.
- Tokita Seed Co., Ltd.
- Japan Potato Corporation

### Przemysł spożywczy
- Nagano Tomato Co., Ltd.

## Holdingi międzynarodowe

### Napoje alkoholowe
- Kirin Brewery of America LLC (USA)
- Kirin Europe GmbH (Niemcy)
- Lion Nathan Limited (Australia)
- Zhuhai Kirin President Brewery Co., Ltd. (Chiny)
- Taiwan Kirin Company, Ltd. (Taiwan)
- San Miguel Brewery (Filipiny)
- Four Roses Distillery (USA)
- Raymond Vineyard and Cellar, Inc. (USA)

### Napoje bezalkoholowe
- Coca-Cola Bottling Company of Northern New England
- Moxie

### Przemysł farmaceutyczny
- Kirin-Amgen, Inc. (USA)
- Gemini Science Inc. (USA)
- Hematech Inc. (USA)
- Jeil-Kirin Pharmaceutical Inc. (Korea)
- Kirin Pharmaceuticals Co., Ltd. (Taiwan)
- Kirin Pharmaceuticals (Asia) Co., Ltd. (Hongkong)
- Kirin Kunpeng (China) Bio-Pharmaceutical Co., Ltd. (Chiny)

### Agribio
- Twyford International, Inc. (USA)
- Kirin Agribio EC B.V. (Francja)
- Southern Glass House Produce Ltd. (Wielka Brytania)
- Fides Holding B.V. (Holandia)
- Barberet & Blanc, S.A. (Hiszpania)
- Qingdao International Seeds Co., Ltd. (Chiny)
- Germicopa S.A. (Francja)
- Kirin Agribio Shanghai Co., Ltd. (Chiny)